# Дюна: Батлеріанський джихад
«Дюна: Батлеріанський джихад» — науково-фантастичний роман Браяна Герберта та Кевіна Дж. Андерсона 2002 року, дія якого відбувається у вигаданому всесвіті «Дюни», створеному Френком Гербертом. Це перша книга в трилогії-приквелі «Легенди Дюни», дія якої розгортається за 10 000 років до подій у знаменитому романі Френка Герберта «Дюна» 1965 року. Літературний серіал «Легенди Дюни» розповідає про вигаданий Батлеріанський джихад, хрестовий похід останніх вільних людей у Всесвіті проти мислячих машин, жорстокої та домінуючої сили, яку очолює розумний комп'ютер Омніус.

## Стислий зміст сюжету
Роман знайомить із поколінням персонажів, родини яких згодом стануть найважливішими у всесвіті: Атріди, Корріно та Харконнени. Серена Батлер, донька віце-короля Ліги знаті, набуває авторитету серед бунтарів проти влади машин. Її коханий Ксав'є Харконнен очолює військові сили на нинішньому столичному світі Ліги Салусі Секундус. На початку сюжету Ксав'є відбиває атаку на планету армії кімеків Омніуса. Кімеки — це колишні люди, чий мозок було імплантовано в каністри для зберігання, які, у свою чергу, можна встановлювати в різноманітні механічні тіла, щоб продовжити їхні життя на невизначений термін і зробити їх майже нездоланними. Початкові двадцять кімеків (називаючи себе Титанами) здобули владу, використовуючи залежність людства від машин, але згодом були повалені Омніусом, штучним інтелектом, створеним згідно з їхнім задумом, на якого вони переклали свої обов'язки. Прагнучи замінити людський хаос машинним порядком, Омніус розпалив війну між машинами та людством. Воріан Атрід є сином і підлеглим провідного кімека Титана Агамемнона (чиє прізвище, Атрід, походить від дому Атрея з давньогрецького епосу «Іліада», з яким себе пов'язував його батько).
Тим часом Чарівниці Россака, матріархального ордену, вдосконалюють свої руйнівні психічні здібності для використання проти машин і підтримують програму селекції людей для створення могутніших телепатів. Фармацевтичний магнат Авреліус Венпорт досліджує властивості речовини меланжу, що добувається на планеті Арракіс, а відомий винахідник Тіо Гольцман приймає на роботу геніальну винахідницю та вчену Норму Ценву.
Серена потрапила в полон до титана Барбаросси та віддана під нагляд Еразмуса, автономного робота, який прагне повністю зрозуміти людей, щоб знати як зробити машини ще кращими. Його методи навчання часто передбачають вівісекцію людини та тортури в його рабських таборах. Еразму подобається Серена, як і молодий Воріан Атрід. Серена розуміє, що завагітніла дитиною від Ксав'є, і пізніше народжує хлопчика, якого вона називає Маніон (на честь свого батька). Еразм вважає це перешкодою для дослідів і тому не тільки видаляє матку Серени, але й вбиває її маленького сина на її очах.
Ця єдина подія стає останньою краплею і дедалі зростаюче невдоволення владою машин перетворюється на джихад. Незабаром юного Маніона Батлера називають першим мучеником, Маніоном Невинним. Воріан, дізнавшись про вбивство та усвідомивши, якою брехнею він живе як довірена особа машини, зраджує своїх господарів-машин й тікає з Сереною. До них приєднується ще одна довірена особа, Ібліс Гінджо, лідер рабів, який керує повстанням на Синхронізованій Землі та очолює новий релігійний культ, призначений позбавити людей від влади машин, і маніпулюючи темою злочину проти Серени та Маніона Батлерів, розпочинає джихад.
Першою людською перемогою так званого Батлеріанського джихаду є випалення Землі та знищення Земного втілення Омніуса за допомогою атомної зброї. Ібліс (тепер Великий Патріарх Священного Джихаду) і Серена (Жриця Джихаду) стають релігійними лідерами людського повстання, а Ксав'є і Воріан — його двома провідними генералами. Жорстокі Титани відчайдушно прагнуть звільнитися від господарів-машин і розпочати власну техноненависницьку війну, а Омніус і Еразмус сповнені рішучості завоювати та знищити все людство раз і назавжди.
Підсюжет роману зосереджений на рабі-дзенсунніті Ізмаїлі, якого схопили работорговці та відвезли до Пуатріна. Він та дзеншиїтський раб на ім'я Аліїд намагаються зірвати один з експериментів Гольцмана. На них впливає харизматичний лідер рабів Бел Мулей, який надихає повстання рабів. Драгуни лорда Нікто Бладда придушують повстання. У той час як раби отримують амністію через невідкладну війну з Омніусом, Мулай скалічений і страчений.
А на самотній пустельній планеті, відомій як Арракіс, насіння легенди посіяно Селімом Вершником, вигнанцем із свого племені, який бачить майбутнє значення Шай-Хулуда і ставить своєю місією врятувати свого бога від тих, хто хоче заволодіти його прянощами.

## Персонажі
- Серена Батлер (221—164 BG), амбітна та розумна жінка з Салуси Секундус і авторитет людського бунту. Вона є дочкою віце-короля Ліги Знатних Маніона Батлера та перебуває в романтичних стосунках із Ксав'єром Харконненом, лідером людських сил на Салусі Секундус. Захоплена машинами, вагітна Серена потрапляє під нагляд мислячої машини Еразмуса, який вбиває дитину Серени від Ксав'єра, Маніона Батлера молодшого. Це підбурює повстання рабів-людей і, зрештою, джихад проти машин.[2] Серена, як Жриця Джихаду, стає одним із релігійних лідерів людського повстання. Після виходу свого батька на пенсію вона стала тимчасовим віце-королем, але пізніше патріарх Ібліс Гінджо поставив її на офіційну посаду. Зрештою вона вирушає на планету Коррін, нібито для того, щоб домовитися про мир, але насправді, щоб спровокувати Омніуса вбити її мученицькою смертю і таким чином спонукати втомлених війною людей боротися в Джихаді до переможного кінця.[3] У 108 BG Серена посмертно стає центром фанатично антитехнологічного Культу Серени, заснованого її правнучкою Рейною.[4]
- Ксав'є Харконнен (223—154 BG) — молодий військовий офіцер, який очолює оборону від атаки кімеків на Салусі Секундус. Ксав'єр залицяється до Серени Батлер і стає батьком її сина Маніон, але після того, як її викрадають (і вважають мертвою), він одружується з сестрою Серени Окті. Завдяки цьому союзу Ксав'є стає родоначальником дому Корріно та дому Харконненів. У Джихаді він служить Прем'єром (генералом) разом з Воріаном Атрідом, який із суперника за кохання Серени Батлер перетворюється на хорошого друга. За пропозицією Ксав'єра головний оплот Омніуса на Землі знищено потужним ядерним ударом.[2] Пізніше, дізнавшись про рейди Ібліса Гінджо, Ксав'єр бере під свій контроль космічний корабель Гінджо та летить на ньому прямо на сонце Тлейлакс Талім, відправляючи Ібліса Гінджо на смерть. У процесі Ксав'єр не лише жертвує своїм життям, але й своєю репутацією, оскільки громадськість, не знаючи про злочинні наміри Гінджо, вважає останнього мучеником, а Ксав'єра позначають як зрадника. Пізніше більшість нащадків Ксав'єра уникають імені Харконнен на користь Батлер.[3]
- Воріан Атрід — другий пілот «Мандрівника мрії».
- Ібліс Гінджо (234? — 164 BG) — харизматичний лідер людських рабів на Землі
- Еразмус — незалежна мисляча машина
- Агамемнон — полководець кімеків, один із двадцяти Титанів і батько Воріана.
- Норма Ценва — низькоросла математична геній з Россака
- Тіо Гольцман — геніальний винахідник з Порітріна
- Селім — молодий вигнанець на Арракісі
- Зуфа Ценва — могутня Чарівниця Россака і мати Норми Ценви
- Ізмаїл — молодий раб дзенсуннітів, взятий у Хармонтепа
- Авреліус Венпорт — бізнесмен Россака і товариш Зуфи Сенви
- Омніус — комп'ютерний надрозум, який керує всіма мислячими машинами
- Бел Мулай — релігійний лідер дзенсуннітів і раб, взятий із IV Анбуса
- Тук Кідайр — работорговець із Тлейлакса та торговець плоттю
- Ніко Бладд — лорд Порітріну
- Бріджіт Патерсон — інженер команди Серени Батлер
- Аякс — найжорстокіший з двадцяти Титанів
- Юнона — жінка-кімек, одна з двадцяти Титанів і кохана Агамемнона
- Маніон Батлер — віце-король Ліги дворян і батько Серени Батлер
- Хеома — могутня Чарівниця Россака та одна з учениць Зуфи Ценви
- Дхартха — наїб племені дзенсуннітів на Арракісі
- Сера — капітан мислячої машини «Мандрівника мрії».
- Махмад — син Дхартхи
- Ксеркс — Титан, відповідальний за захоплення влади Омніусом
- Каміо — чарівниця Россака та одна з учениць Зуфи Сенви
- Аліїд — молодий дзеншиїтський раб на Порітріні
- Екло — Когітор Землі
- Еквім — один із підлеглих Екло

## Відгуки
«Дюна: Батлеріанський джихад» піднялася на 7 місце в списку бестселерів «Нью-Йорк таймз» за другий тиждень від публікації.